# احمد مصطفی شفیق
احمد مصطفی شفیق پسر احمد شفیق پاشا رئیس دفتر خدیو عباس حلمی پاشا بود که بعد از انتخاب ملک فؤاد به سلطنت از مصر تبعید و مقیم اروپا شد. در بهمن ۱۳۲۰ که فوزیه همسر اول محمدرضاشاه به حالت قهر عازم مصر شد اشرف به درخواست برادرش با فوزیه همسفر شد. اشرف در سفر به مصر دلباخته احمد شفیق که یک کارمند ادارهٔ بیمه بود شد و او را با خود به تهران آورد و در اسفند ۱۳۲۲ رسماً با وی ازدواج کرد. شهریار و آزاده شفیق حاصل این ازدواج هستند. احمد شفیق مصری‌الاصل بود اما پس از ازدواج با اشرف پهلوی به اصرار وی ملیت ایرانی را پذیرفت اما این ازدواج نیز از آسیب و زوال در امان نماند و آنها در سال ۱۳۲۹ یعنی شش سال پیش از طلاق رسمی در ۱۱ اردیبهشت ۱۳۳۵ با توافق دوجانبه از هم جدا شدند. احمد شفیق سرانجام در سال ۱۳۵۵ بر اثر بیماری سرطان درگذشت.